# Diocesi di Punto Fijo

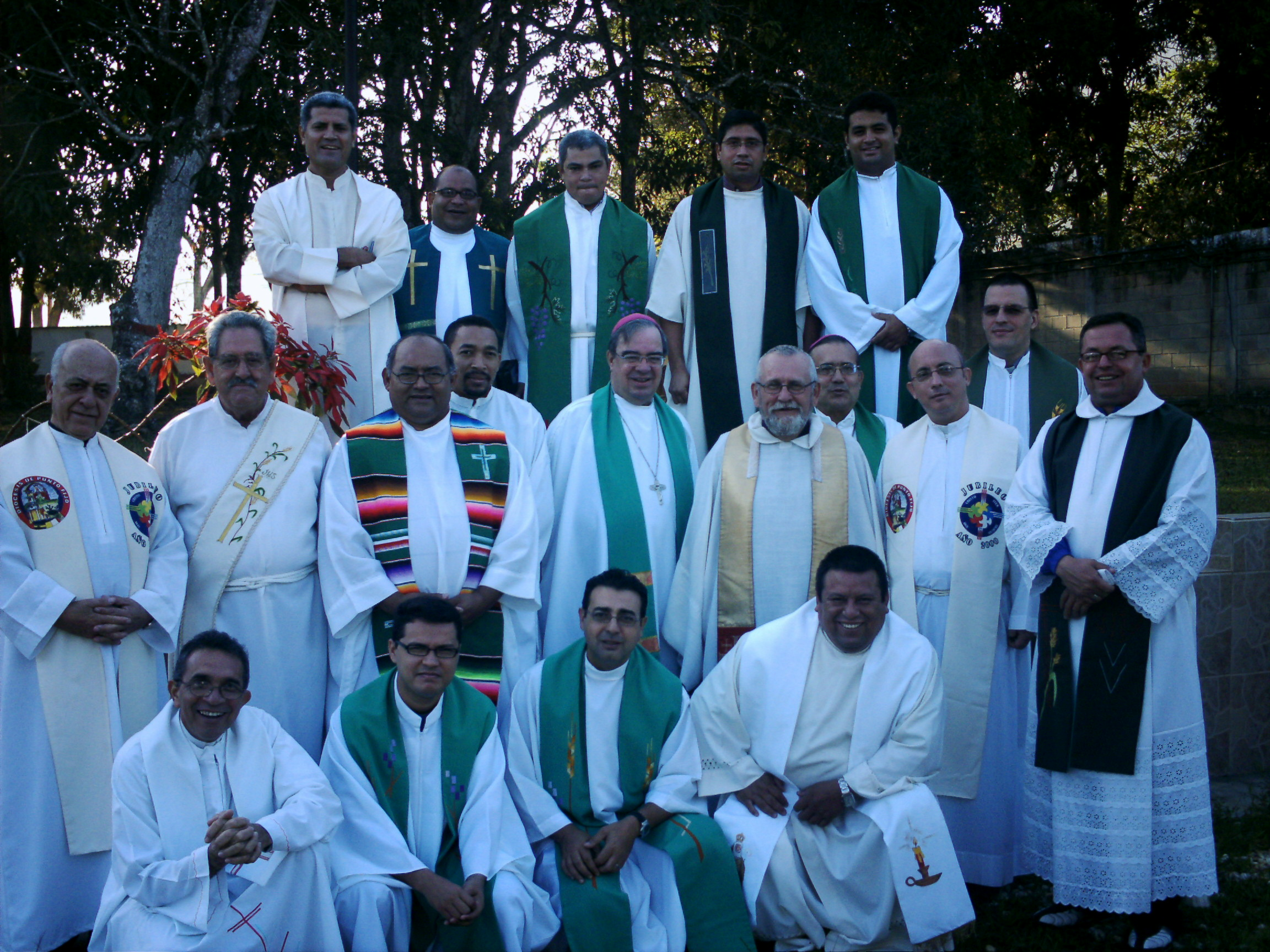
Un gruppo di sacerdoti e diaconi della diocesi, al centro il vescovo Juan María Leonardi Villasmil

La diocesi di Punto Fijo (in latino Dioecesis Punctifixensis) è una sede della Chiesa cattolica in Venezuela suffraganea dell'arcidiocesi di Coro. Nel 2023 contava 323.000 battezzati su 348.900 abitanti. È retta dal vescovo Luis Enrique Rojas Ruiz.

## Territorio
La diocesi comprende tre municipi dello stato venezuelano di Falcón: Carirubana, Falcón e Los Taques, che costituiscono la penisola di Paraguaná.
Sede vescovile è la città di Punto Fijo, dove si trova la cattedrale di Nostra Signora di Coromoto.
Il territorio è suddiviso in 26 parrocchie, raggruppate in 5 zone pastorali.

## Storia
La diocesi è stata eretta il 12 luglio 1997 con la bolla Ad melius prospiciendum di papa Giovanni Paolo II, ricavandone il territorio dalla diocesi di Coro (oggi arcidiocesi).
Originariamente suffraganea dell'arcidiocesi di Maracaibo, il 23 novembre 1998 è entrata a far parte della provincia ecclesiastica di Coro.
Il 13 settembre 2012 la Congregazione per il culto divino e la disciplina dei sacramenti ha confermato Nostra Signora di Coromoto patrona principale della diocesi.

## Cronotassi dei vescovi
Si omettono i periodi di sede vacante non superiori ai 2 anni o non storicamente accertati.
- Juan María Leonardi Villasmil † (12 luglio 1997 - 7 giugno 2014 deceduto)[2]
- Carlos Alfredo Cabezas Mendoza (4 giugno 2016 - 8 dicembre 2022 nominato vescovo di Ciudad Guayana)
- Luis Enrique Rojas Ruiz, dal 12 luglio 2023

## Statistiche
La diocesi nel 2023 su una popolazione di 348.900 persone contava 323.000 battezzati, corrispondenti al 92,6% del totale.
| anno | popolazione | popolazione | popolazione | presbiteri | presbiteri | presbiteri | presbiteri                | diaconi | religiosi | religiosi | parrocchie |
| anno | battezzati  | totale      | %           | numero     | secolari   | regolari   | battezzati per presbitero | diaconi | uomini    | donne     | parrocchie |
| ---- | ----------- | ----------- | ----------- | ---------- | ---------- | ---------- | ------------------------- | ------- | --------- | --------- | ---------- |
| 1999 | 298.000     | 314.000     | 94,9        | 20         | 13         | 7          | 14.900                    | 2       | 8         | 20        | 21         |
| 2000 | 306.000     | 322.000     | 95,0        | 17         | 12         | 5          | 18.000                    | 2       | 5         | 25        | 18         |
| 2001 | 480.000     | 505.764     | 94,9        | 20         | 14         | 6          | 24.000                    | 2       | 10        | 28        | 19         |
| 2002 | 241.000     | 254.578     | 94,7        | 20         | 14         | 6          | 12.050                    | 2       | 10        | 31        | 21         |
| 2003 | 251.000     | 265.632     | 94,5        | 23         | 16         | 7          | 10.913                    | 2       | 14        | 30        | 19         |
| 2004 | 252.954     | 267.700     | 94,5        | 21         | 15         | 6          | 12.045                    | 2       | 9         | 30        | 19         |
| 2010 | 273.000     | 294.000     | 92,9        | 21         | 15         | 6          | 13.000                    | 2       | 10        | 28        | 19         |
| 2013 | 285.000     | 308.000     | 92,5        | 26         | 17         | 9          | 10.961                    | 2       | 11        | 15        | 20         |
| 2016 | 297.016     | 320.331     | 92,7        | 30         | 18         | 12         | 9.900                     | 1       | 12        | 15        | 21         |
| 2019 | 308.720     | 332.940     | 92,7        | 34         | 23         | 11         | 9.080                     |         | 11        | 16        | 23         |
| 2021 | 315.740     | 341.000     | 92,6        | 34         | 22         | 12         | 9.286                     | 1       | 12        | 16        | 26         |
| 2023 | 323.000     | 348.900     | 92,6        | 30         | 23         | 7          | 10.766                    | 1       | 7         | 13        | 26         |